# アイ・オウ・イット・オール・トゥ・ユー
「アイ・オウ・イット・オール・トゥ・ユー」（原題：I Owe It All To You）は、1993年にポール・マッカートニーが発表した楽曲である。

## 概要
ポールがフランスを訪れている際、リンダの誕生日に行った大聖堂にインスパイアされて制作した曲である。
「大聖堂には幾つものプロジェクターがあって、壁にその影を落としていたんだ。突然建物全体がライトアップされて、その次に、それが全てステンドグラスってことが分かったんだ。それから家に帰って'I Owe It All To You'を書いた。」とポールは語っている。
イントロのフルートの音色は、ポールが演奏しているメロトロンの音色である。
歌詞は、リンダへのラブソングに仕上がっている。
ライブでは正式に演奏されたことはないが、1992年12月10日に収録されたMTVのテレビ番組『Up Close』のスタジオライブでこの曲を演奏したが、放送されなかった。(しかし、海賊盤で映像と音源を確認できる。)